# Philiris ilias
Philiris ilias är en fjärilsart som beskrevs av Felder 1860. Philiris ilias ingår i släktet Philiris och familjen juvelvingar. Inga underarter finns listade i Catalogue of Life.

## Bildgalleri

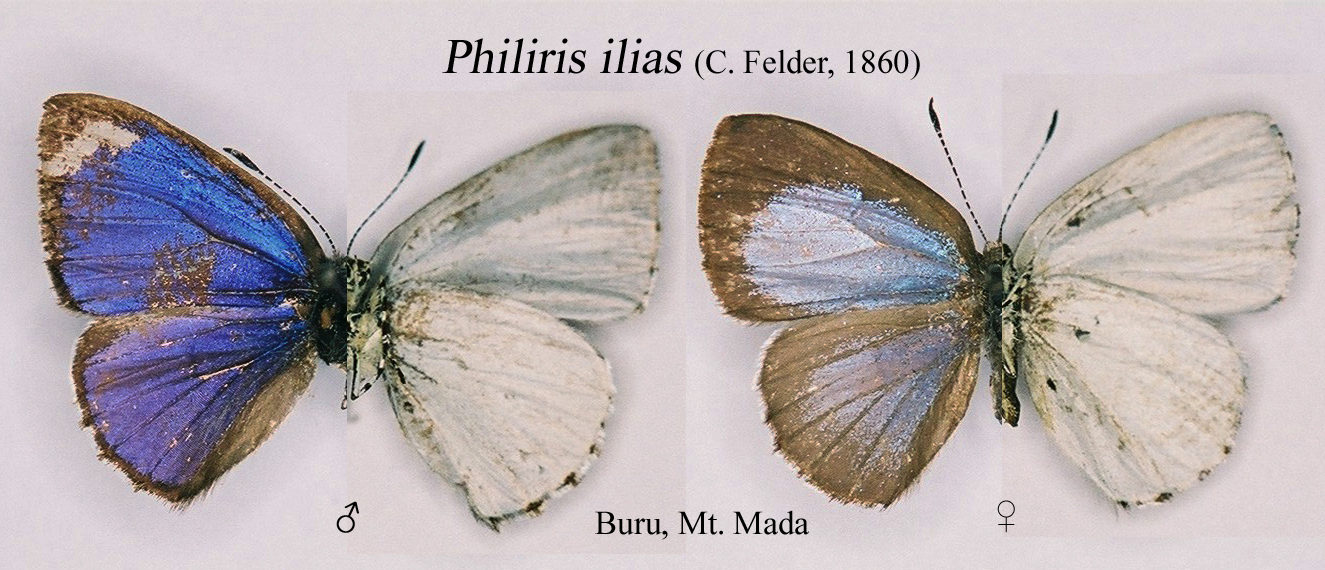